# Peter Stephan Jungk
Peter Stephan Jungk (né le 19 décembre 1952 à Santa Monica, Californie) est un écrivain de langue allemande installé à Paris depuis 1988.
Fils du futurologue allemand Robert Jungk, Peter Stephan Jungk grandit à Vienne (Autriche) après que ses parents s’y sont installés en 1957. Entre 1968 et 1981, il vit alternativement à Berlin, Salzbourg, Los Angeles, Bâle et Jérusalem et fait notamment des études de cinéma et des études talmudiques, et travaille comme assistant metteur en scène au théâtre et au cinéma. Il publie son premier ouvrage, Stechpalmenwald, en 1978. Après s’être réinstallé à Vienne, il déménage à Paris en 1988 et y réside depuis. 

## Œuvres traduites en français
- Franz Werfel : une vie de Prague à Hollywood (trad. Nicole Casanova), Éditions Albin Michel, Paris, 1990  (ISBN 978-2-226-04840-0)
- La traversée de l’Hudson (trad. Bernard Lortholary), Éditions Jacqueline Chambon, Paris, 2007  (ISBN 2-7427-6941-2)
- Le roi de l’Amérique (trad. Johannes Honigmann), Éditions Jacqueline Chambon, Paris, 2009  (ISBN 2-7427-8114-5)
- Le cœur électrique (trad. Alban Lefranc), Éditions Jacqueline Chambon, Paris, 2012  (ISBN 2-3300-0252-1)

## Œuvres inédites en français
- Stechpalmenwald, 1978
- Rundgang, 1981
- Tigor,  1991
- Vier Frauen, 1994 (avec Lillian Birnbaum)
- Die Unruhe der Stella Federspiel, 1996
- Die Erbschaft, 1999